# Dev Benegal
Dev Benegal est un réalisateur et scénariste indien né le 28 décembre 1960 à New Delhi. Benegal est le neveu du réalisateur Shyam Benegal.

## Filmographie
- Samurai (2010)
- Road, Movie (2009)
- Split Wide Open (1999)[2]
- English, August (1994)

## Documentaires
- Shabana! (2003)
- Merchants & Marxists:Stones of the Raj (1997)
- Field of Shadows (1993)
- Abhivardhan:: Building for a New Life (1992)
- Kalpavriksha: The Tree of Life (1988)
- Kanakambaram: Cloth of Gold (1987)
- Anantarupam: The Infinite Forms (1987)

## Awards
- Festival des 3 Continents
  - 1994: Montgolfière d'argent: English, August
  - 1994: Gilberto Martinez Solares (Meilleur film): English, August
- 1994: Le Prix du jury: Torino International Film Festival: English, August [3]
- 1995: National Film Awards: Le meilleur film anglais: English, August